# Józef Szkolnikowski
Józef Leon Szkolnikowski (ur. 1 marca?/13 marca 1889 w majątku Kuna na Podolu, zm. 9 stycznia 1958 w Katowicach) – major saperów Wojska Polskiego, trener piłkarski, działacz sportowy, pierwszy selekcjoner piłkarskiej reprezentacji Polski.

## Życiorys

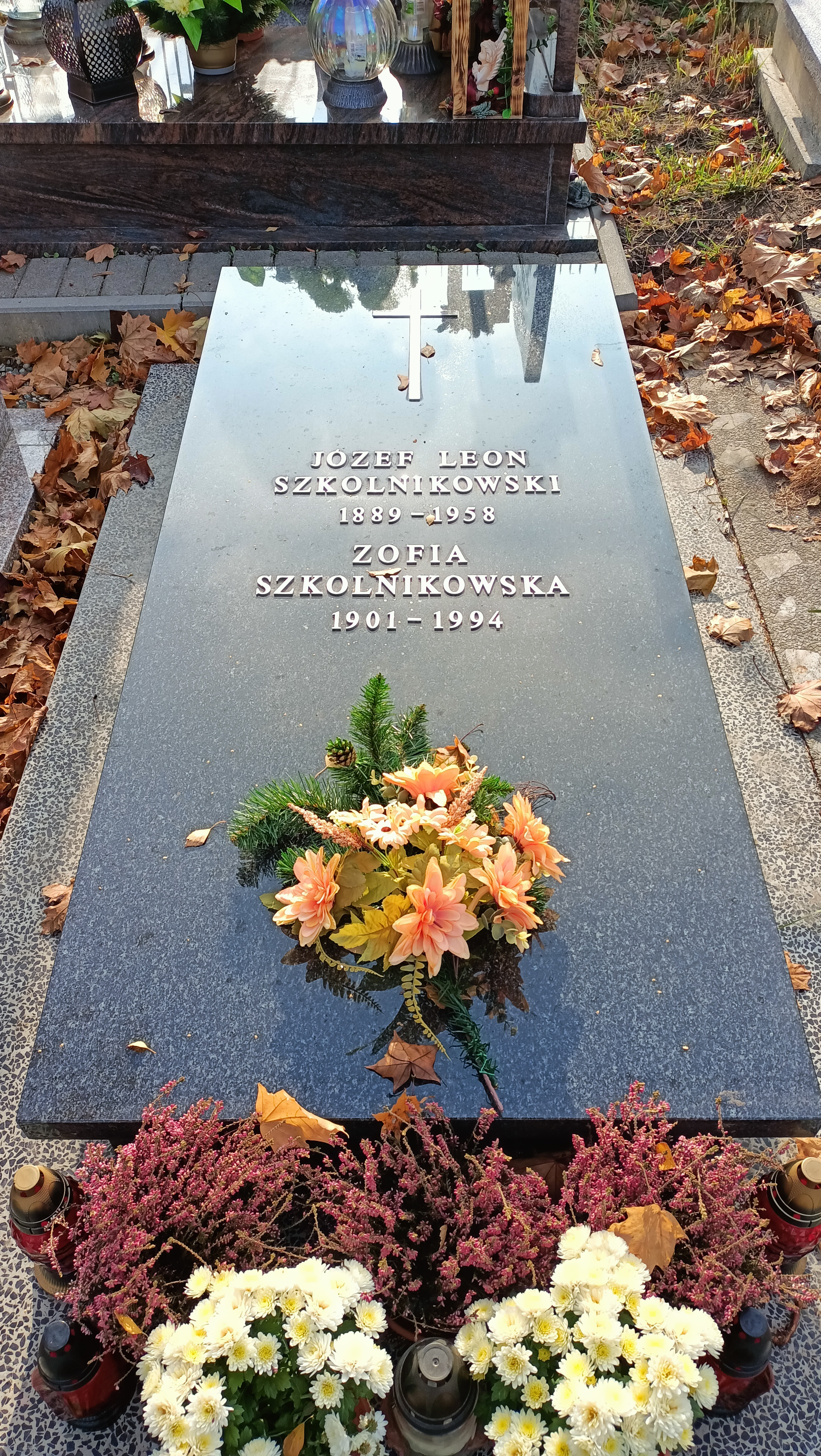
Grób Józefa Szkolnikowskiego na Cmentarzu przy ul. Sienkiewicza w Katowicach

Uczył się w II Szkole Realnej w Krakowie. W czasie I wojny światowej walczył w szeregach cesarskiej i królewskiej armii. Na stopień podporucznika został mianowany ze starszeństwem z 1 sierpnia 1915 w korpusie oficerów rezerwy piechoty. Jego oddziałem macierzystym był batalion saperów nr 1, a później batalion saperów nr 46.
31 października 1918 został pierwszym tymczasowym dowódcą V zapasowego batalionu saperów w Krakowie po złożeniu broni przez żołnierzy c. i k. armii. Od 1919 oficer Wojska Polskiego. 26 maja 1919 roku został przeniesiony z 5 batalionu saperów do dowództwa Grupy generała Szeptyckiego na stanowisko referenta technicznego. W 1920 został przeniesiony do 21 górskiego batalionu saperów. W 1923 jest oficerem nadetatowym w 5 pułku saperów oddelegowanym do Szkoły Jazdy w Grudziądzu i zostaje przeniesiony do Dowództwa Okręgu Korpusu nr. V na stanowisko kierownika Okręgowej Składnicy Inżynieryjno-Saperskiej z dniem 1 września 1923. Za wojnę z Rosją został odznaczony Krzyżem Walecznych. Służył m.in. w Grudziądzu, w 1924 wrócił do 5 pułku saperów na stanowisko dowódcy 23 batalionu saperów. Z dniem 15 listopada 1925 udaje się na Kurs Fortyfikacyjny przy Oficerskie Szkole Inżynieryjnej na okres jednego roku. Podczas przewrotu majowego w 1926 roku pozostał wierny (jako człowiek honoru) przysiędze złożonej prezydentowi Stanisławowi Wojciechowskiemu i nie przeszedł na stronę Piłsudskiego. W czerwcu 1927 został przeniesiony z Dowództwa Okręgu Korpusu Nr V w Krakowie do Departamentu Inżynierii Ministerstwa Spraw Wojskowych na stanowisko referenta. W marcu 1929 został zwolniony ze stanowiska i oddany do dyspozycji dowódcy Okręgu Korpusu Nr I. Z dniem 31 sierpnia tego roku został przeniesiony w stan spoczynku. W 1934, jako oficer stanu spoczynku pozostawał w ewidencji Powiatowej Komendy Uzupełnień Warszawa Miasto III. Posiadał przydział do Oficerskiej Kadry Okręgowej Nr I. Był wówczas „przewidziany do użycia w czasie wojny. Walczył w wojnie obronnej 1939; żołnierz Armii gen. Andersa, z którą przeszedł cały szlak bojowy.
Po wojnie pozostał przez trzy lata na emigracji, na Wyspach Brytyjskich. W Szkocji, w Glasgow, szkolił polskich żołnierzy. Najprawdopodobniej w 1947 roku rozkazem gen. Józefa Hallera dostał zadanie kierowania powrotem oddziałów polskich stacjonujących w Szkocji do kraju. W 1948 roku, wiedziony tęsknotą za rodziną (żonie nie pozwolono opuścić kraju) i kuszony obłudnymi obiecankami komunistycznych władz, również wrócił do Polski. Jednakże, jako żołnierz polskich sił zbrojnych na Zachodzie, padł ofiarą stalinowskich prześladowań, także dlatego, że nie zgodził się na wstąpienie do Ludowego Wojska Polskiego. Długo nie mógł znaleźć pracy, mimo że władał kilkoma językami. Podupadł na zdrowiu. Ostatecznie dostał posadę recepcjonisty w Urzędzie Górniczym przy ul. Kościuszki. Zamieszkał w Katowicach u siostry swojej żony – nauczycielki, w oficynie przy ul. Kościuszki 27. Zmarł 9 stycznia 1958.
Józef był żonaty z pochodzącą ze szlachty Zofią Znamirowską, z którą doczekał się dwójki dzieci. Jego prawnukiem jest Marek Szkolnikowski, od 2017 dyrektor TVP Sport.

### Działalność sportowa
Jako uczeń II Szkoły Realnej w Krakowie założył szkolną drużynę piłkarską – Wisłę, która stała się zalążkiem powstania słynnego później klubu w 1906. W latach 1919–1921 pełnił funkcję prezesa Towarzystwa Sportowego Wisła. Działał także w Krakowskim Okręgowym Związku Piłki Nożnej (prezes) oraz Polskim Związku Piłki Nożnej (wiceprezes, szef Wydziału Gier). W charakterze szefa Wydziału Gier PZPN kierował przygotowaniami reprezentacji Polski do pierwszego historycznego meczu z Węgrami w grudniu 1921. Na samym spotkaniu nie był obecny. W latach 1919–1921 Józef Szkolnikowski pełnił jednocześnie funkcję prezesa Towarzystwa Sportowego Wisła (reaktywowanego po zakończeniu I wojny światowej) oraz Krakowskiego Okręgowego Związku Piłki Nożnej. Był też w grupie członków założycieli Polskiego Związku Piłki Nożnej. Podczas obrad pierwszego, historycznego zgromadzenia PZPN, zorganizowanego tuż przez Bożym Narodzeniem 1919 roku w Warszawie, powierzono mu funkcję wiceprezesa. Pogodzenie tych wszystkich funkcji było możliwe, ponieważ na pierwszą siedzibę PZPN wybrano Kraków (ten stan rzeczy utrzymał się do stycznia 1928).
W 1921 należał do grona założycieli „Przeglądu Sportowego”. Był także sędzią piłkarskim i lekkoatletycznym, m.in. głównym sędzią mistrzostw Polski w lekkoatletyce w Warszawie (1927).

## Awanse służbowe
- porucznik – 1918[4]
- kapitan – 1 kwietnia 1920[17]
- major – 1922 ze starszeństwem z dniem 1 czerwca 1919[18]

## Ordery i odznaczenia
- Krzyż Walecznych
- Złoty Krzyż Zasługi (19 marca 1931)[19]
- Medal Pamiątkowy za Wojnę 1918–1921
- Medal za Ratowanie Ginących
- Krzyż Obrony Lwowa z mieczami
- Odznaka Honorowa „Orlęta”
- Odznaka Pamiątkowa 5 pułku saperów
- Odznaka 240 Ochotniczego pułku piechoty
- Oznaka Obywatelskiego Komitetu Obrony Państwa
- Signum Laudis Srebrny Medal Zasługi Wojskowej z mieczami na wstążce Krzyża Zasługi Wojskowej (Austro-Węgry)[20]
- Signum Laudis Brązowy Medal Zasługi Wojskowej na wstążce Krzyża Zasługi Wojskowej (Austro-Węgry)[20]
- Krzyż Wojskowy Karola (Austro-Węgry)[20]
- Krzyż Żelazny (Prusy)